# Han Fu (senyor de la guerra)
En aquest nom xinès, el cognom és Han.
Han Fu (mort el 191 EC), nom estilitzat Wenjie (文節), va ser un buròcrata i un senyor de la guerra durant el període de la tardana Dinastia Han Oriental de la història xinesa. Va ser el governador de la Província de Ji (en l'actualitat Hebei del sud) quan va esclatar la Rebel·lió dels Turbants Grocs en el 184 EC.

## En la ficció
En la novel·la històrica el Romanç dels Tres Regnes de Luo Guanzhong, Han Fu es mostra com un dels senyors de la guerra que s'havia unit a la coalició contra Dong Zhuo. Després que la coalició es desfà, ell torna a Província de Ji. Yuan Shao, les tropes del qual tenien el suport de Han Fu, comença a estudiar les opcions per eliminar la seva dependència en l'enviament d'aliments per part de Han Fu per a mantenir a les seves tropes. Seguint el consell de Pang Ji, Yuan Shao fingeix estar disposat a dividir el territori de Han Fu amb Gongsun Zan si aquest ataca a Han Fu. En veure la propera invasió de Gongsun Zan, l'esverat Han Fu lliura el seu territori a Yuan Shao a canvi de la seva protecció; Han ho fa malgrat que uns quants oficials li supliquen que ho reconsidere. Després que Yuan Shao pren el control de la Província de Ji, ell es queda el territori per a si mateix; tal cosa enfurisma a Gongsun Zan, que frustrat acaba despullant a Han Fu del seu rang. El decebut Han Fu ho deixa tot, inclosa la seva família i se'n va a buscar refugi sota Zhang Miao de Chenliu. Això no obstant, quan s'assabentà que un missatger de Yuan Shao ja havia estat reunit amb Zhang Miao, ell es va suïcidar.

## Nomenaments i títols en possessió
- Administratiu Adjunt del Palau Imperial (御史中丞)
- Governador de la Província Ji (冀州牧)